# Bądkowo (gmina)
Pour les articles homonymes, voir Bądkowo.
Bądkowo est une gmina rurale du powiat de Aleksandrów Kujawski, Couïavie-Poméranie, dans le centre-nord de la Pologne. Son siège est le village de Bądkowo, qui se situe environ 18 km au sud d'Aleksandrów Kujawski et 37 km au sud de Toruń.
La gmina couvre une superficie de 79,7 km2 pour une population de 4 582 habitants.

## Géographie
La gmina est bordée par les gminy de Brzesko, Czchów, Dębno, Lipnica Murowana et Nowy Wiśnicz.